# انولا هولمز ۳
انولا هولمز ۳ (انگلیسی: Enola Holmes 3) فیلمی در ژانر معمایی است و دنباله‌ای بر فیلم انولا هولمز ۲ (۲۰۲۲) به‌شمار می‌رود. در این فیلم، میلی بابی براون بار دیگر در نقش اصلی یعنی انولا هولمز، خواهر نوجوان شرلوک هولمز، کارآگاه معروف دوره ویکتوریا، ایفای نقش می‌کند. این فیلم توسط فیلیپ بارانتینی کارگردانی شده و فیلم‌نامهٔ آن توسط جک تورن نوشته شده و از مجموعه رمان‌های رازهای انولا هلمز نوشتهٔ نانسی اسپرینگر اقتباس شده است.

## بازیگران
- میلی بابی براون
- لوئیس پارتریج
- هیمش پاتل
- هنری کویل
- هلنا بونهام کارتر
- شارون دانکن-بروستر

## تولید
در نوامبر ۲۰۲۴ اعلام شد که سومین فیلم از مجموعه‌فیلم انولا هولمز در دست تولید قرار دارد. فیلیپ بارانتینی به عنوان کارگردان انتخاب شد و میلی بابی براون ضمن بازگشت در نقش اصلی، به عنوان یکی از تهیه‌کنندگان نیز در پروژه حضور دارد. طبق گزارش‌ها، این قسمت فضای تاریک‌تر و پخته‌تری نسبت به فیلم‌های قبلی خواهد داشت. در آوریل ۲۰۲۵ حضور بازیگران پیشین از جمله لوئیس پارتریج، هیمش پاتل، هنری کویل، هلنا بونهام کارتر و شارون دانکن-بروستر تأیید شد.

## فیلم‌برداری
تصویربرداری اصلی از ۱۰ آوریل ۲۰۲۵ در استودیوهای شپرتون، انگلستان و کشور مالت آغاز شد.

## انتشار
این فیلم قرار است در سال ۲۰۲۶ از طریق نتفلیکس منتشر شود.